# Sterling Campbell

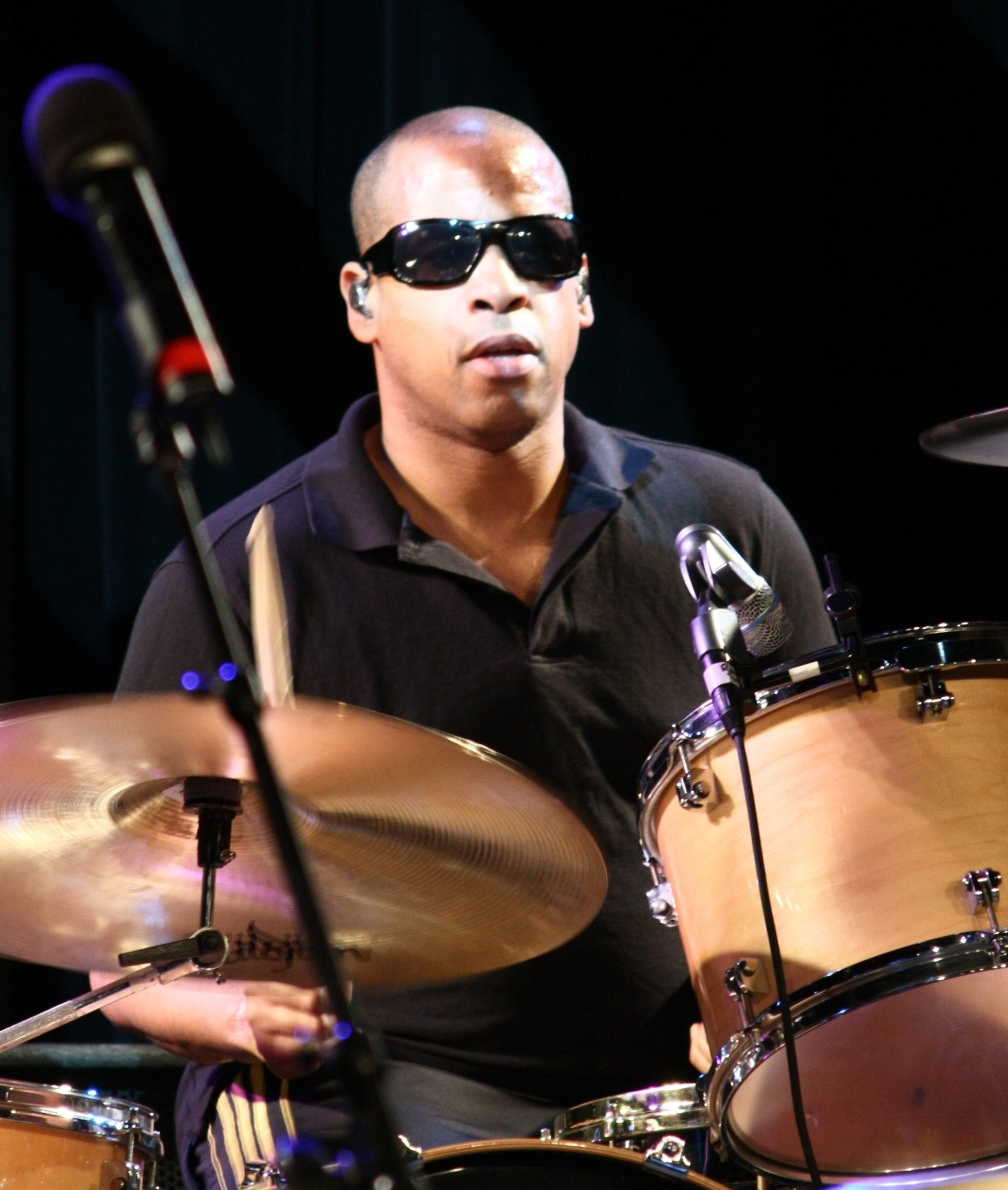
Sterling Campbell (2009)

Sterling Campbell (n. 3 de mayo de 1964) es un baterista estadounidense de rock que trabajó en numerosos actos de alto perfil. A mediados de los años 80 comenzó a colaborar con Cyndi Lauper. Entre 1989 e 1991, fue miembro de la banda Duran Duran. Desde 1995 a 1998, fue parte de la banda estadounidense Soul Asylum. 
Ha trabajado con artistas  de la talla de David Bowie, Gustavo Cerati, Tina Turner, David Byrne, The B-52's e incluso llegando a componer temas para Marta Sánchez entre 1991 y 1992. Campbell nació y vive en Nueva York.